# Дорога 2+1

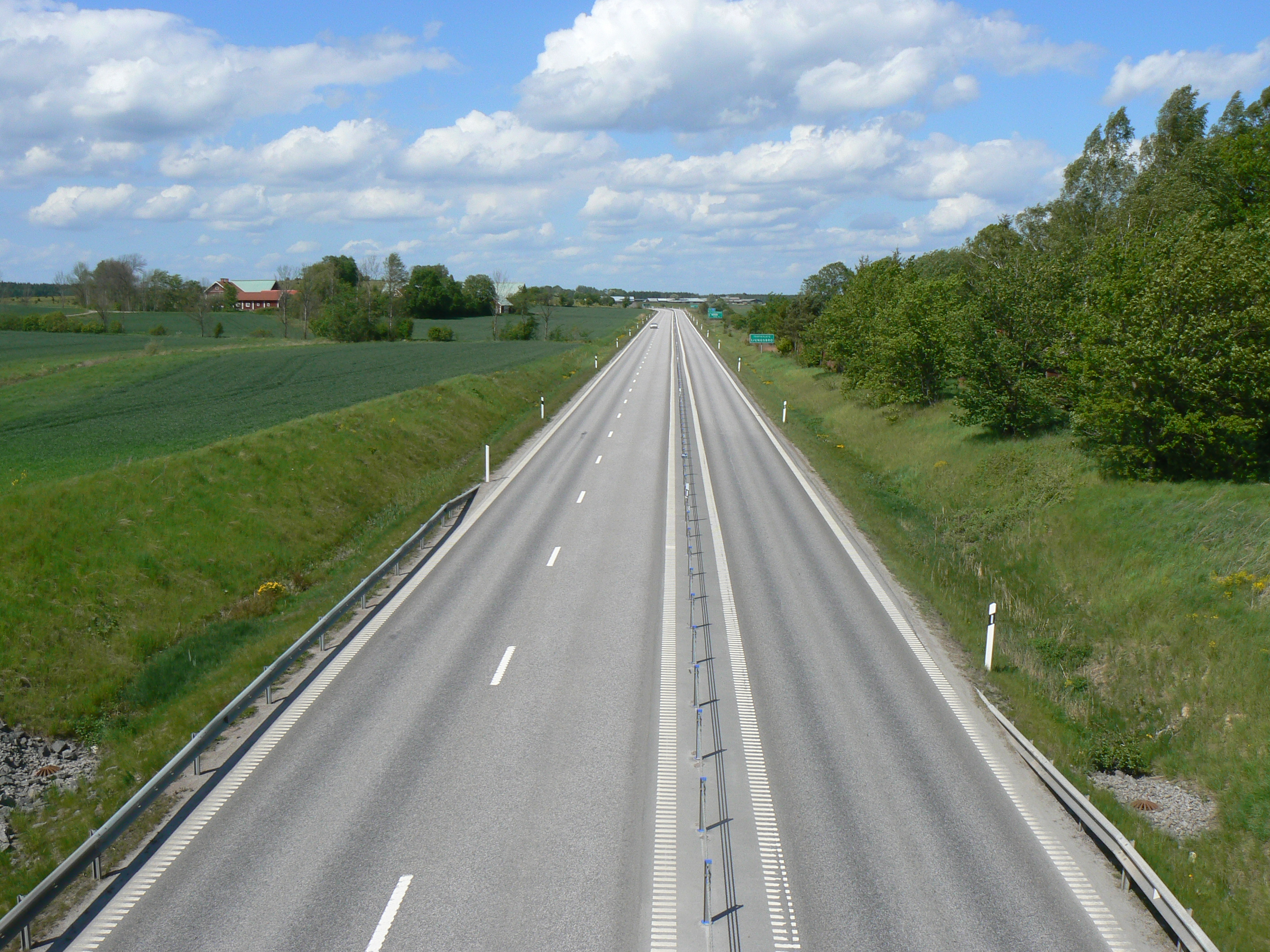
Дорога 2+1 з бар'єром між смугами біля міста Linköping у Швеції

Дорога 2+1 — тип трисмугової дороги, яка має дві смуги руху в одному напрямку та одну смугу в протилежному, і які міняються кожні кілька кілометрів).
Зазвичай смуги розділені фізичним бар'єром, що запобігає виїзду на зустрічну смугу. Їх будують у Данії та Швеції з 1990-х, але вони трапляються й у інших місцях, як-от у Ірландії, Німеччині, США та Новій Зеландії.

## За країною

### Швеція
У Швеції в період 1955—1980 рр. було збудовано багато доріг шириною 13 метрів. Ширина проїзної частини становила 2 смуги по 3.5 м. Зовнішні узбіччя шириною 3 м мали таке ж покриття, як і основна дорога. Через високий рівень аварійності, викликаний головним чином перевищенням швидкості та виїздом на зустрічну смугу для обгону, було запропоновано перепланувати дорогу у схему 2 смуги по 3 м в одному напрямку плюс одна триметрова смуга в іншому і розділити їх кабельним бар'єром. Це була одна із шведських ініціатив, направлених на покращення безпеки дорожнього руху. Експерименти довели ефективність такої організації. Після 2000 року більше 1000 км доріг у Швеції було переоблаштовано на дороги 2+1.

### Фінляндія
Національний автошлях 3 у Фінляндії частково має смужність 2+1.

### Інші країни
Дороги 2+1 є рідкістю поза межами Європи. Їх можна знайти в Онтаріо, Квебеку, Нью-Гепширі і Австралії.